# Arriflex 35 BL
Arriflex 35 BL — семейство профессиональных киносъёмочных аппаратов с зеркальным обтюратором, предназначенных для синхронной съёмки фильмов на 35-мм киноплёнку. Отличается низким уровнем шума при сравнительно небольшой массе и компактной конструкции. Базовая модель «Arriflex 35 BL» создана в 1970 году немецкой фирмой Arri.

## История создания
Камера «Arriflex 35 BL» основана на оригинальных конструкторских решениях, и не имеет практически ничего общего с другой линейкой «Arriflex 35», первая модель которой создана ещё в 1937 году. Вместо наружного звукозаглушающего бокса использована новая конструкция корпуса аппарата, изолирующего механизм от внешней среды за счёт рациональных уплотнений и дополнительной амортизации. Наличие внутреннего боксирования отражено в приставке «BL» (англ. Blimped). «Боевое крещение» новая камера приняла в 1972 году во время съёмок летних Олимпийских игр в Мюнхене. На момент своего появления «Arriflex 35 BL», позднее называемый «35 BL-I», был уникален за счёт возможности полноценной синхронной съёмки без штатива. При измерении на расстоянии 1 метр от передней поверхности объектива, базовая модель создавала уровень шума всего 39 Децибел. Защитный бокс для объективов дополнительно снижал шумность, не влияя на удобство. Благодаря наличию контргрейфера, устойчивость кадра, до этого характерная только для стационарных аппаратов, обеспечивала качество изображения, сопоставимое со студийной аппаратурой. При этом, механизм был пригоден для ускоренной киносъёмки с частотой до 100 кадров в секунду.
Такое сочетание возможностей, до этого никогда не встречавшееся в профессиональных кинокамерах, произвело революцию в документальном и особенно художественном кинематографе, навсегда избавив от имитации натурных съёмок в павильоне киностудии. Камера быстро стала популярной у кинематографистов всего мира, заменив громоздкие стационарные аппараты, такие как «Mitchell BNCR». Появление модели «35 BL» стало настолько значимым, что в 1974 году её разработчики удостоены премии «Оскар» за технические достижения. Изобретённая в 1977 году система стабилизации «Стэдикам», пригодная для работы с новой камерой, открыла новую страницу в изобразительных возможностях кино, позволив кинооператору свободно перемещаться при одновременной записи звука. Новыми возможностями немедленно воспользовались режиссёры-новаторы: в 1980 году на экраны вышел фильм Стэнли Кубрика «Сияние», многие сцены которого сняты комбинацией новой камеры и стабилизатора. Кубрик приобрёл эту камеру в личную собственность ещё в 1975 году, использовав её для съёмок картины «Барри Линдон». Среди фильмов, снятых камерой «Arriflex 35 BL», также известны «Таксист», «Безумный Макс», «Бешеный бык», «Фанни и Александр» и «Робокоп». На центральных советских киностудиях аппарат, закупавшийся Госкино за валюту, считался наиболее пригодным из всех зарубежных для натурных синхронных съёмок. Например, в 1985 году «Arriflex 35 BL» использовался в качестве основной камеры при создании фильма «Иди и смотри». Так же на эту камеру был снят «Хрусталев, машину!».
В дальнейшем конструкция совершенствовалась в течение нескольких десятилетий. В 1975 году базовую модель сменила камера «Arriflex 35 BL-II» с ещё более низким уровнем шума. Через пять лет вторая модель уступила место камере «Arriflex 35 BL-III» с новым звукоизолированным байонетом «Arri PL». Уровень шума достиг рекордных 25 Децибел без дополнительного боксирования. Аппарат «35 BL-IV», выпущенный в 1986 году, отличался усовершенствованным видоискателем с подсвеченными рамками в поле зрения. Уровень шума достиг отметки 22 Децибела. Последняя модель «35 BL-IVs» выпускалась с 1988 до 1990 года, когда была заменена новой камерой «Arriflex 535» с широким использованием облегчённых композитных материалов. Благодаря удобству и отличным характеристикам аппаратура линейки «Arriflex 35 BL» используется в кинопроизводстве до настоящего времени. Компания P+S Technik наладила доработку киносъёмочных аппаратов этой серии, выпуская продукт под названием «35 BL Evolution». Главные усовершенствования, которым подвергаются камеры, заключаются в замене узла грейферного механизма и установке новой лупы сквозного визира, аналогичной современным камерам «Arriflex 435» и «Arriflex 416». Это расширяет возможности аппарата, допуская съёмку как с правого, так и с левого плеча.

## Технические особенности
В линейке «Arriflex 35 BL», в отличие от «классических» камер «Arriflex 35», использован ход плёнки в двух плоскостях, а не в одной. Благодаря этому кассеты имеют коаксиальную конструкцию, сохраняющую компактность даже при максимальной ёмкости 300 метров. Кроме того, за счёт соосности рулонов продольный центр тяжести камеры не смещается по мере расхода киноплёнки, сохраняя балансировку на штативе. Стандартные кассеты вмещают 120 метров киноплёнки. Двухсторонний четырёхзубый грейферный механизм с подвижным двухзубым контргрейфером обеспечивает устойчивость кадра, характерную для стационарных, а не переносных камер. Небольшое количество кинематических пар и использование зубчато-ременных передач позволили добиться чрезвычайно низкого уровня шума при компактных размерах аппарата, пригодного для съёмки как со штатива, так и с плеча. Электропривод постоянного тока с кварцевой стабилизацией скорости пригоден для синхронизации с магнитофоном «Nagra» и его аналогами без дополнительных кабелей пилот-тона.
Зеркальный однолопастный обтюратор нижнего расположения в базовой модели обладает постоянным углом раскрытия 180°. При остановке лентопротяжного механизма автоматически устанавливается в положение визирования. Начиная с модели «35 BL-III» обтюратор получил переменный угол раскрытия с четырьмя фиксированными значениями: 180°, 172,8°, 144° и 135°. Окулярная лупа с увеличением 6,5× для удобства визирования поворачивается в вертикальной плоскости с оптической компенсацией поворота изображения. Для съёмки с большой кассетой ёмкостью 300 метров в комплект входит удлинённая лупа. Все камеры семейства пригодны для съёмки обычных, кашетированных и широкоэкранных фильмов, для чего в комплекте имеются сменные кадровые рамки и матовые стёкла. Начиная с модели «35 BL-IV» аппараты выпускались в модификациях с шагом кадра в 3 перфорации, рассчитанной на такой вариант производственного формата «Супер-35».